# Zeevang
Zeevang (anhörenⓘ) war eine Gemeinde in der niederländischen Provinz Nordholland, die zum 1. Januar 2016 nach Edam-Volendam eingemeindet wurde. Sie war 1970 nach der Auflösung der bisherigen Gemeinden Beets, Kwadijk, Middelie, Oosthuizen und Warder entstanden.
Zeevang bestand aus den Ortsteilen Axwijk, Beets, Etersheim, Hobrede, Kwadijk, Middelie, Oosthuizen (Rathaus), Schardam, Verloren Einde und Warder.

## Politik

### Sitzverteilung im Gemeinderat
Bis zur Eingemeindung nach Edam-Volendam ergaben die Kommunalwahlen in den Jahren 2006, 2010 und 2014 folgende Sitzverteilung:
| Partei                   | Sitze | Sitze | Sitze |
| Partei                   | 2006  | 2010  | 2014  |
| ------------------------ | ----- | ----- | ----- |
| Zeevangs Belang          | —     | —     | 7     |
| VVD                      | 4     | 2     | 3     |
| PvdA                     | 3     | 2     | 2     |
| CDA                      | 1     | 1     | 1     |
| Zeevang Anders           | —     | 5     | —     |
| Gemeentebelangen Zeevang | 5     | 3     | —     |
| Gesamt                   | 13    | 13    | 13    |

1. ↑  Die Partei entstand im Jahr 2014 aus Zeevang Anders und Gemeentebelangen Zeevang.